# Château russe à Šid
Le château russe à Šid (en serbe cyrillique : Руски двор у Шиду ; en serbe latin : Ruski dvor u Šidu) est situé à Šid, dans la province de Voïvodine et dans le district de Syrmie, en Serbie. Il est inscrit sur la liste des monuments culturels de grande importance de la république de Serbie (identifiant no SK 1358),.

## Présentation
Le château a été construit vers 1780 pour servir de résidence à Vasilije Božičković, l'évêque de l'église uniate.
Le bâtiment, caractéristique de la seconde moitié du XVIIIe siècle, est constitué d'un rez-de-chaussée et d'un étage ; une église a été construite dans l'aile sud. Les façades sont rythmées par un cordon qui sépare le rez-de chassée de l'étage et par des pilastres peu profonds qui encadrent l'entrée principale. Un haut toit à quatre pans recouvre l'édifice. L'église est dominée par un clocher baroque.
Au début des années 1930, le château a abrité un couvent de religieuses grecques catholiques et, pendant la Seconde Guerre mondiale, il est devenu un hôpital des Partisans communistes de Tito. Après la guerre, le « château russe » a accueilli une école de musique ; aujourd'hui, il est a retrouvé sa fonction de couvent grec catholique.